# Marius Alexe
Marius Silviu Alexe (n. 22 februarie 1990, București, România) este un fotbalist român liber de contract, care joacă pe post de atacant. Pe plan internațional, are prezențe la națională pentru România Sub-17, România Sub-19, România Sub-21 și România.

## Carieră
Marius Alexe face parte din generația jucătorilor născuți în anul 1990. Și-a făcut junioratul la Dinamo București, dar a debutat oficial în Liga I la 2 august 2009 într-un meci jucat pentru Astra Ploiești (echipă la care era împrumutat) împotriva formației Pandurii Târgu-Jiu scor 0-1. Debutul la echipa mare a lui Dinamo București s-a petrecut la 12 septembrie 2009 într-un meci împotriva echipei Oțelul Galați, pierdut de bucureșteni cu 1-0. Primul gol l-a marcat pe 27 februarie 2010,contra celor de la Internațional Curtea de Argeș. La 17 martie 2010 a marcat un gol în eternul derbi, partida dintre Dinamo și Steaua București.
Pe 16 aprilie 2012 Marius Alexe a marcat două goluri într-un meci contra Concordiei Chiajna, pe care le-a dedicat tatălui său care a decedat.
Exprimându-și dorința de a pleca, acesta părăsește clubul Dinamo pe 9 iulie 2013, fiind împrumutat pe un sezon la Sassulo, pentru 500.000 € cu opțiune de transfer definitiv pe 2 milioane de €.
În ianuarie 2014 el s-a accidentat în cantonament, suferind o ruptură a ligamentelor încrucișate anterioare ale genunchiului stâng. Astfel, el a fost nevoit să ia o pauză de șase luni, iar Sassuolo a decis să trimită jucătorul înapoi în România. La 30 august 2014 a jucat din nou pentru Dinamo, după 459 de zile de la ultimul său joc pentru echipa din București. La data de 27 septembrie 2014, el a marcat un gol în victoria lui Dinamo cu 3–0 împotriva Rapidului.

## Cariera internațională
Marius Alexe a debutat pentru echipa națională de juniori, începând cu România U-17 pentru care a jucat 6 meciuri și a înscris 1 gol. De asemenea, el a jucat pentru România U-19, unde a acumulat 8 jocuri și a marcat 1 gol, și pentru România U-21,pentru care a jucat de 10 de ori.
A debutat pentru echipa națională a României la 29 martie 2011, într-un meci împotriva Luxemburgului, în preliminariile EURO 2012,înlocuindu-l pe Adrian Mutu în minutul 84.

## Palmares
- Dinamo București
  - Cupa României: 2011-12
  - Supercupa României: 2012

## Statistici
La 28 mai 2013.
| Club             | Sezon         | Campionat | Campionat | Cupă    | Cupă   | Europa  | Europa | Altele  | Altele | Total   | Total  |
| Club             | Sezon         | Meciuri   | Goluri    | Meciuri | Goluri | Meciuri | Goluri | Meciuri | Goluri | Meciuri | Goluri |
| ---------------- | ------------- | --------- | --------- | ------- | ------ | ------- | ------ | ------- | ------ | ------- | ------ |
| Astra Ploiești   | 2008–09       | 23        | 6         | 0       | 0      | 0       | 0      | 0       | 0      | 26      | 6      |
| Astra Ploiești   | 2009–10       | 3         | 2         | 0       | 0      | 0       | 0      | 0       | 0      | 3       | 2      |
| Astra Ploiești   | Total         | 26        | 8         | 0       | 0      | 0       | 0      | 0       | 0      | 26      | 8      |
| Dinamo București | 2009–10       | 25        | 5         | 1       | 0      | 5       | 0      | 0       | 0      | 31      | 5      |
| Dinamo București | 2010–11       | 25        | 5         | 5       | 3      | 0       | 0      | 0       | 0      | 30      | 8      |
| Dinamo București | 2011–12       | 27        | 5         | 4       | 0      | 3       | 0      | 0       | 0      | 34      | 5      |
| Dinamo București | 2012–13       | 31        | 15        | 2       | 2      | 2       | 0      | 1       | 0      | 36      | 17     |
| Dinamo București | Total         | 108       | 30        | 12      | 5      | 10      | 0      | 1       | 0      | 130     | 37     |
| Total carieră    | Total carieră | 134       | 38        | 12      | 5      | 10      | 0      | 1       | 0      | 155     | 42     |